# Top Secret (스테파니의 EP)
Top Secret는 대한민국 가수 스테파니의 첫 번째 미니 앨범이다. 2015년에 발매되었다. 타이틀곡은 <위로위로 (feat.엘조 of TeenTop)>이며 <Prisoner>, <Blackout>이 선행 싱글로 발매되었다.

## 수록곡
1. 위로위로 (feat.엘조 of Teen Top)
2. Luv Me (feat.나다 of WA$$UP)
3. Blackout
4. Prisoner
5. 뻔한노래 (feat.파로)
6. Blackout (Full Band Ver.)
7. Prisoner (Pure Light Ver.)
8. Blackout (EDM Club Ver.) (CD ONLY)